# 石川理咲子
石川 理咲子（いしかわ りさこ、1990年3月15日 - ）は、日本のファッションモデル。愛知県出身。
2019年7月よりスペースクラフトモデル部所属。かつてはパールに所属していた。
夫は日本テレビアナウンサーの山本紘之。

## 経歴
18歳でモデルデビュー。女性ファッション誌『AneCan』（小学館）に初登場すると反響が大きく、約5ヶ月で同誌の専属モデルになった。同誌の専属モデルを2015年から2016年末まで務め、その後はファッション、広告などで幅広く活躍。
2019年7月27日、日本テレビアナウンサーの山本紘之と結婚式を挙げ、同月30日に婚姻届を提出した。

## 人物
品のある笑顔が印象的。飾らないライフスタイルが同年代の女性の共感を集めており、Instagramのフォロワー数は2019年7月時点で約5万7千人を誇る。
山本とは共通の友人を通じて交際を開始。山本は「優しくも芯の通った人柄に惹かれた」と話している。婚姻届を提出した2019年7月30日は交際期間5年目の記念日だった。

## 出演

### テレビドラマ
- 土曜ワイド劇場「広域警察8」（2017年1月14日） - 高村美咲 役
- 日曜ワイド「広域警察9」（2017年9月21日）

### CM
- 花王「ロリエ」

### PV
- back number「日曜日」

### 書籍
- AneCan(小学館、2015年11月 -)